# Sawayanagi Masatarō

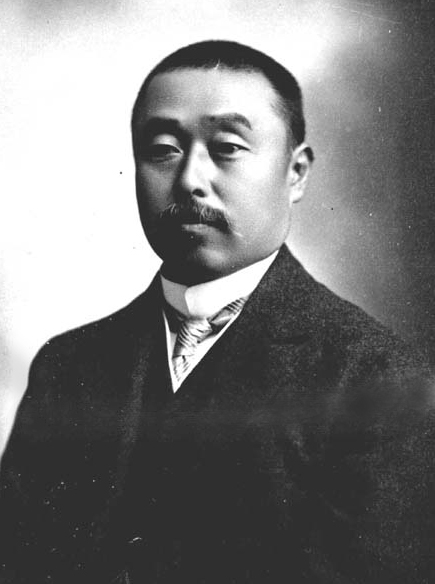
Sawayanagi Masatarō

Sawayanagi Masatarō (japanisch 沢柳 政太郎; geboren 17. Mai 1865 in Matsumoto, Provinz Shinano; gestorben 24. Dezember 1927 in Tokio) war ein japanischer Pädagoge und Wissenschaftsorganisator.

## Leben und Wirken
Sawayanagi Masatarō machte 1888  Abschluss an der Abteilung für Literaturwissenschaft der Kaiserlichen Universität Tokio. Er trat in das Kultusministerium ein und wirkte danach als Rektor der „2. Höhere Schulei“ in Sendai, als Rektor der „1. Höhere Schule“ in Tokio und in anderen Funktionen. In dieser Zeit spielte er eine zentrale Rolle bei der Revision der Volksschulverordnung von 1900 (Vereinheitlichung der gewöhnlichen Volksschulen zu einem vierjährigen System und ohne Schulgeld) und der Revision der Volksschulverordnung von 1907 (Verlängerung der Schulpflicht auf sechs Jahre).
1911, als die Kaiserliche Universität Tōhoku neu gegründet wurde, wurde er der erste Präsident. Er öffnete seine Kaiserliche Universität als erste auch für Frauen. 1913 wurde er Präsident der Kaiserlichen Universität Kyōto, trat jedoch im folgenden Jahr 1914 aufgrund des sogenannten „Sawayanagi-Zwischenfalls“ zurück. 1915 wurde er Präsident der „Imperial Education Society“ (帝国教育会 Teikoku kyōiku-kai) und 1917 gründete er die „Seijō Elementary School“ (成城小学校), die später bis zur Seijō-Universität führte. Er hatte sowohl theoretisch als auch praktisch einen großen Einfluss auf die neue Bildungsbewegung der Taishō-Zeit. Seine Werksammlung Sawayanagi Masatarō Complete Works umfasst 10 Bände, von denen der erste 1975 erschien.
Sawayanagi wurde auf dem Friedhof Yanaka bestattet.